# Prenolepis jacobsoni
Prenolepis jacobsoni (лат.) — вид муравьёв рода Prenolepis из подсемейства Formicinae (Formicidae), включающий мелких по размеру и как правило земляных насекомых.

## Распространение
Юго-Восточная Азия: Индонезия (Суматра).

## Описание
Рабочие мелкие, имеют длину 2,42 до 2,64 мм, основная окраска коричневая. От близких видов (P. darlena, P. fustinoda, P. jerdoni, P. subopaca) отличается мелкими размерами и более светлой окраской тела. Заднегрудка округлая без проподеальных шипиков. Усики длинные, у самок и рабочих 12-члениковые. Жвалы рабочих с 6 зубцами. Нижнечелюстные щупики 6-члениковые, нижнегубные щупики состоят из 4 сегментов. Голени средних и задних ног с апикальными шпорами. Стебелёк между грудкой и брюшком состоит из одного сегмента (петиоль).

## Классификация
Вид был впервые описан в 1923 году британским энтомологом W. Cecil Crawley, а в 2016 году его валидный статус подтверждён в ходе ревизии, проведённой американскими мирмекологами Jason L. Williams (Entomology & Nematology Department, University of Florida, Gainesville, Флорида, США) и John S. LaPolla (Department of Biological Sciences, Towson University, Таусон, Мэриленд, США). Вид назван Pr. jacobsoni по имени коллектора (E.Jacobson).